# Azé (Mayenne)
Azé korábbi község Franciaország Loire mente régiójában, Maine-et-Loire megyében. 2019. január 1-jén Château-Gontier és Saint-Fort korábbi községgel egyesült és Château-Gontier-sur-Mayenne új község része lett.
Lakosainak száma 3421 fő (2018. január 1.). Azé Château-Gontier, Châtelain, Coudray, Fromentières, Gennes-sur-Glaize, Loigné-sur-Mayenne, Ménil és Saint-Fort községekkel határos.

## Népesség
A település népességének változása:
| Lakosok száma | 1103 | 1361 | 2003 | 2999 | 3229 | 3279 | 3284 | 3607 | 3419 | 3421 |
|               | 1968 | 1975 | 1982 | 1999 | 2006 | 2011 | 2013 | 2016 | 2017 | 2018 |